# Тернівська селищна рада
Терні́вська се́лищна ра́да — орган місцевого самоврядування в Недригайлівському районі Сумської області. Адміністративний центр — селище міського типу Терни.

## Загальні відомості
- Населення ради: 4 429 осіб (станом на 2001 рік), 3817 осіб (станом на 2019 рік).

## Населені пункти
Селищній раді підпорядковані населені пункти:
- смт Терни
- с. Бабакове
- с. Володимирівка
- с. Гай
- с. Гострий Шпиль
- с. Долина
- с. Ківшик
- с. Мазне
- с. Озерне
- с. Холодне
- с. Черепівка
- с. Шматове

## Склад ради
Рада складається з 20 депутатів та голови.
- Голова ради: Борисовський Ігор Петрович
- Секретар ради: Бобошко Лідія Митрофанівна

### Керівний склад попередніх скликань
| Прізвище, ім'я, по батькові | Основні відомості                                                        | Дата обрання | Дата звільнення |
| --------------------------- | ------------------------------------------------------------------------ | ------------ | --------------- |
| Борисовський Ігор Петрович  | Селищний голова, 1963 року народження, освіта вища, безпартійний         | 26.03.2006   | 31.10.2010      |
| Борисовський Ігор Петрович  | Селищний голова, 1963 року народження, освіта вища, член Партії регіонів | 31.10.2010   |                 |

Примітка: таблиця складена за даними сайту Верховної Ради України

### Депутати
За результатами місцевих виборів 2010 року депутатами ради стали:

#### За суб'єктами висування
| Суб'єкт висування                                       | Кількість обраних депутатів | %  |
| ------------------------------------------------------- | --------------------------- | -- |
| Самовисування                                           | 9                           | 45 |
| Партія регіонів                                         | 7                           | 35 |
| Політична партія Всеукраїнське об'єднання «Батьківщина» | 2                           | 10 |
| Комуністична партія України                             | 1                           | 5  |
| Політична партія Народний Рух України                   | 1                           | 5  |

#### За округами
| № округу                                                | Прізвище, ім'я, по батькові   | Дата визнання обраним | Освіта             | Партійна приналежність                        | Відомості про обраного депутата                          |
| ------------------------------------------------------- | ----------------------------- | --------------------- | ------------------ | --------------------------------------------- | -------------------------------------------------------- |
| Комуністична партія України                             |                               |                       |                    |                                               |                                                          |
| 13                                                      | Шевченко Ірина Іванівна       | 01.11.2010            | вища               | позапартійна                                  | Тернівська селищна лікарня, медсестра                    |
| Партія регіонів                                         |                               |                       |                    |                                               |                                                          |
| 1                                                       | Бобошко Лідія Митрофанівна    | 01.11.2010            | вища               | член Партії регіонів                          | Тернівська селищна рада, секретар                        |
| 2                                                       | Мамонова Наталія Вікторівна   | 01.11.2010            | вища               | позапартійна                                  | Тернівський дошкільний навчальний заклад, вчитель музики |
| 6                                                       | Кудрічев Сергій Якович        | 01.11.2010            | середня            | член Партії регіонів                          | тимчасово не працює                                      |
| 7                                                       | Манько Олександр Іванович     | 01.11.2010            | середня            | позапартійний                                 | тимчасово не працює                                      |
| 9                                                       | Шовкопляс Володимир Іванович  | 01.11.2010            | вища               | член Партії регіонів                          | Тернівська селищна рада, секретар-друкар                 |
| 15                                                      | Красько Олена Василівна       | 01.11.2010            | вища               | позапартійна                                  | Тернівська селищна лікарня, головний лікар               |
| 17                                                      | Пономаренко Тамара Борисівна  | 01.11.2010            | середня            | позапартійна                                  | приватний підприємець                                    |
| Політична партія Всеукраїнське об'єднання «Батьківщина» |                               |                       |                    |                                               |                                                          |
| 11                                                      | Кифоренко Андрій Вікторович   | 01.11.2010            | вища               | позапартійний                                 | ВТВ банк, економіст                                      |
| 20                                                      | Браташ Раїса Степанівна       | 01.11.2010            | вища               | член Всеукраїнського об'єднання «Батьківщина» | приватний підприємець                                    |
| Політична партія Народний Рух України                   |                               |                       |                    |                                               |                                                          |
| 16                                                      | Біловол Сергій Васильович     | 01.11.2010            | середня            | член Народного Руху України                   | ДП «Нафком-агро», водій                                  |
| Самовисування                                           |                               |                       |                    |                                               |                                                          |
| 3                                                       | Маслянка Сергій Сергійович    | 01.11.2010            | вища               | член Всеукраїнського об'єднання «Батьківщина» | приватний підприємець                                    |
| 4                                                       | Кифоренко Віктор Андрійович   | 01.11.2010            | вища               | позапартійний                                 | приватний підприємець                                    |
| 5                                                       | Боровик Антоніна Іванівна     | 01.11.2010            | середня спеціальна | позапартійна                                  | Тернівська селищна лікарня, лаборант                     |
| 8                                                       | Устименко Вікторія Вікторівна | 01.11.2010            | вища               | позапартійна                                  | Хоружівський дитячий будинок, заступник директора        |
| 10                                                      | Михеєнко Олег Володимирович   | 01.11.2010            | вища               | позапартійний                                 | Тернівська селищна лікарня, лікар-терапевт               |
| 12                                                      | Лісний Микола Іванович        | 10.01.2011            | вища               | член Народного Руху України                   | магазин «Азалія», охоронець                              |
| 14                                                      | Мазна Оксана Василівна        | 01.11.2010            | середня спеціальна | позапартійна                                  | Тернівський ТЦ захисту населення, соціальний працівник   |
| 18                                                      | Семко Микола Григорович       | 01.11.2010            | середня спеціальна | позапартійний                                 | Тернівська селищна лікарня, фельдшер                     |
| 19                                                      | Палига Ніна Артемівна         | 01.11.2010            | вища               | позапартійна                                  | Тернівська селищна лікарня, лікар-стоматолог             |